# Giovanni Monticolo
Giovanni Monticolo (* 12. Dezember 1852 in Venedig; † 31. Oktober 1909 in Rom) war ein italienischer Historiker, der über die Geschichte der Republik Venedig arbeitete und zentrale Quellen edierte.

## Leben und Werk
Giovanni Monticolo besuchte das Liceo „Marco Polo“ in Venedig und studierte an der Universität Pisa, wo er 1894 promoviert wurde. Anschließend unterrichtete er als Lehrer in Neapel, Arezzo, Potenza, Pistoia, Florenz und schließlich in Rom. 1892 wurde er Professor an der Universität Bologna, 1893 wechselte er an die Universität Rom, wo er bis zu seinem Tod lehrte.
Er konzentrierte seine Arbeiten aber fast ausschließlich auf die Geschichte Venedigs. Dabei publizierte er bedeutende Quellen, wie die Chronik des Johannes Diaconus, dann das Chronicon Gradense sowie die Vite dei Dogi des Marin Sanudo, deren Veröffentlichung er nicht mehr zu Ende bringen konnte. Darüber hinaus edierte er die Capitolari delle arti veneziane, die auf den glücklichen Fund des Codex Morbio zurückgehen, der die ältesten Kapitularien der venezianischen Zünfte enthält. Während sich Henry Simonsfeld mit dem Chronicon Altinate und Carlo Cipolla mit dem frühen Mittelalter und dem Aufkommen des Dogates befasste, konzentrierte sich Monticolo auf die seinerzeit wichtigsten beiden Quellen zur frühen Geschichte Venedigs, nämlich die Chronik des Johannes Diaconus und das Chronicon Gradense.

## Werke (Auswahl)
- Cronache veneziane antichissime 1, Rom 1890. (Digitalisat).
- I manoscritti e le fonti della cronaca del diacono Giovanni, in: Bullettino dell'Istituto storico italiano 9 (1890) 37–328.
- L’ufficio della giustizia vecchia in Venezia dalle origini sino al 1330, Venedig 1892.
- Le spedizioni di Liutprando nell'Esarcato e la lettera di Gregorio III al doge Orzo, Forzani, Rom 1892.[1]
- Il testo del patto giurato dal doge Dominico Michiel al comune di Bari, in: Nuovo Archivio Veneto 18 (1899) 96–156 (Digitalisat).
- La costituzione del doge Pietro Polani (Febraio 1143, 1142 more veneto) circa la processio scolarum. Note, Rom 1900. (Digitalisat).
- mit Enrico Besta (Hrsg.): I capitolari delle arti Veneziane, Rom 1896/1905–1914.
  - Digitalisat von Bd. 1, Rom 1896.
  - Digitalisat von Bd. 2, Rom 1905.
  - Digitalisat von Bd. 2, Teil 1, Rom 1905.
  - Digitalisat von Bd. 2, Teil 2, Rom 1905.